# Хлемуці
Хлему́ці (грец. Χλεμούτσι або Χλουμούτσι) — середньовічний замок на північному заході Еліди на півострові Пелопоннес, що на півдні Греції, у муніципалітеті Андравіда-Кілліні.
Замок було збудовано на початку 1220-х правителями-хрестоносцями Ахейського князівства як їх основна фортеця. Він, можливо, є найкращою фортифікаційною спорудою раннього періоду франкського правління Грецією зі збережених до сьогодні. Розташований на невеликому плоскогір'ї висотою в 226 м над рівнем моря, складається з центрального шестикутного донжона, збудованого навколо внутрішнього дворика, вздовж всієї довжини якого простягаються двоповерхові зали, та доповнений зовнішнім муром, що оточує зовнішній двір з західного боку. Замок добре зберіг свій оригінальний стан з XIII століття, зазнавши лише незначних змін для встановлення артилерії..
Через розташування поблизу столиці князівства, Андравіди, та головного порту Гларендза, Хлемуці відігравав центральну роль в історії князівства, але ніколи власне не осаджувався. Після переходу до правління Візантії 1427 року, у 1460 році його було захоплено османами, разом з рештою візантійського Морейського деспотату. В османські часи в конструкції замку було зроблено невеликі доповнення щоб забезпечити платформи для артилерії, але замок з часом втрачав свою важливість й до кінця XVIII століття його було остаточно покинуто. 1825 року впродовж Грецької війни за незалежність 1821—1829 років, частину зовнішньої стіни замку було розібрано щоб запобігти можливе використання замку грецькими повстанцями. На сьогодні замок є збереженою пам'яткою й відкритий для публіки.

## Історія
Замок було збудовано між 1220 та 1223 роками, за часів правління князя Ахейського Жоффруа де Віллардуена, у результаті конфлікту між князем та духовенством держави. Жоффруа вимагав від духовенства, котре володіло майже третиною земель князівства, але не було зобов'язане здійснювати військову службу, додаткові пожертви для допомоги захисту країни. Коли духовенство відмовило, заявляючи що вони приналежні лише до Папи, Жоффруа наказав конфіскувати власність Церкви, та почав будівництво Хлемуці з нових коштів. Фортецю було поставлено на новому фундаменті, на цьому місці до цього не було ніяких споруд. Його французька назва, Clairmont чи Clermont, скоріше за все стала ґрунтом для грецької форми Χλουμούτσι, яка більш недавно перетворилась на Χλεμούτσι, хоча щодо походження назви було запропоновано різні теорії, з можливими грецькими, албанськими чи слов'янськими коренями, які є старішими за франкську фортецю. З XV століття італійські джерела називають замок Castel Tornese, вочевидь завдяки сплутуванню його з місцем розташування монетного двору князівства в не далекому Гларендзі, де з середини XIV століття карбували срібні турські гроші.
Нова фортеця розташовувалась біля княжої столиці Андравіди, за приблизно 13 км від неї, і за близько 5 км від найбільшого порту й міста князівства — Гларенза. Ці три місця були адміністративним серцем князівства й разом з замками Бовуар чи Понтіко та Катаколо далі на південь, служили для забезпечення контролю над плодовитими рівнинами Еліди, які складали значну частину княжих володінь (разом з Коринфією та долиною річки Евротас в Лаконії). Однак, попри свою важливість, за всю історію Ахейського князівства Хлемуці ніколи не був об'єктом значних військових операцій; його головною функцією було радше відігравати роль в'язниці для визначних полонених, таких як візантійські генерали взяті в полон у битві біля Макриплагі близько 1263 року, один з яких, Алексіос Філес, помер будучи в полоні.

Карта Пелопоннеса з найважливішими за пізніх Середніх віків місцями в ньому. Хлемуці розташовано на крайньому західному виступі півострова.

Коли князь Гільйом II де Віллардуен помер 1278 року, княжі володіння, а також титул, перейшли до короля Неаполя, Карла I Анжуйського, відповідно до умов Вітербоського договору. Хлемуці, однак, Гільйом подарував своїй дружині, Анні Комнене Дукайні, і вона зберегла замок, а також спадкове Каламатське баронство Віллардуенів у Мессенії. 1280 року Анна вийшла заміж за барона Ніколас II де Сент-Омер, володаря половини Фів. Отримання останнім «найродючіших земель та найпотужнішої фортеці в Мореї», словами французького дослідника середньовіччя Антуана Бона, на додачу до багатства, яке він успадкував від свого першого шлюбу, стурбувало короля Карла. 25 вересня 1281 року було досягнуто згоди щодо передачі Хлемуці та Каламати до князівства в обмін на половину земель нещодавно померлого Леонардо да Веролі, що складались з помість Мореї (в Еліді та Мессенії) та Італії. На початку 1290-х, Син і спадкоємець деспота Епіру Никифора I, Фома Комнин Дука, утримувався в Хлемуці як заручник для забезпечення відповідної поведінки батька.
Близько 1311 року єдина дочка Гільйома II де Віллардуена, що вижила, Маргарита, добивалась, на підставі свого походження, заявити свої права на отримання князівство, або, принаймні, його частини, включно з Хлемуці та Каламатою, від Анжуйських королів Неаполя, які контролювали його з 1278 року. Для цього в лютому 1314 вона одружила свою єдину дочку, Ізабеллу де Сабран на Фернандо Мальоркському, і передала свій титул та претензії їй. Після цього вона повернулась до Ахеї, де її було ув'язнено анжуйським бальї в Хлемуці, де вона померла в лютому 1315 року. У червні 1315 Фернандо висадився в Гларендзі, вимагаючи князівство в анжуйського кандидата Людовіка Бургундського. Хлемуці та більшість Еліди швидко впали під контроль Фернанда, однак урешті-решт, у липні 1316 його бул переможено та вбито в битві при Маноладі. Залишки мальорських військ здали фортецю, яку вони утримували в Еліді й відплили до дому незадовго по тому.
1418 року Гландза та Хлемуці перейшли до рук Карло I Токко, котрий почав розширювати свої території в Мореї за рахунок князя Чентуріоне ІІ Дзаккарія. Після того, як він програв битву біля Ехінадських островів 1427 року візантійському флоту, однак, Токко був вимушений здати всі свої володіння деспоту Мореї, Костянтину Палеологу (який стане останнім імператором Візантії), у формі приданого своїй дочці Маддалені Токко. Хлемуці тепер став резиденцією Костянтина та його базою для операцій проти останнього латинського укріплення — міста Патраса, у 1428-30 роки. Замок залишався в руках візантійців, поки його не було захоплено, разом з рештою Мореї, Османською імперією 1460 року. Позашлюбного сина Чентуріоне II Іоана Асень Дзаккарія також було ув'язнено в Хлемуці, але йому вдалось втекти 1453 року й очолити повстання проти візантійських деспотів Мореї.

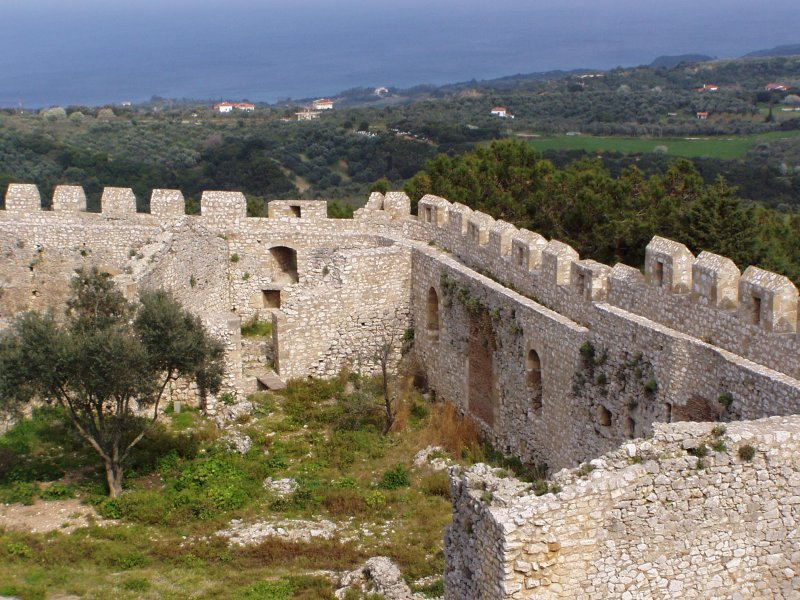
Стіни Хлемуці

Після захоплення османами замок втратив більшість своєї стратегічної значущості, хоча його було окуповано венеційцями під час першої османсько-венеційської війни 1463—1479 років та атаковано госпітальєрами 1620 року. За часів венеційського правління Пелопоннесом (1687—1715) після морейської війни замок служив місцем розташування фіскального району. Записи венеційських управителів тих часів, однак, відхиляють Хлемуці як невеликий й заледве заселений. 1701 року проведитор Франческо Грімані запропонував зруйнувати замок, оскільки він задалеко від моря — ключова характеристика в сфокусованої на морі республіки — та складний для оборони, і запропонував натомість відбудувати Гларендза, котрий на тоді вже був закинутим та зруйнованим. 1715 року Морея повернулась під османський контроль, а до початку XIX століття фортецю було повністю покинуто. 1825 під час Грецької революції війська Ібрагім-паші взяли замок й розібрали частину його стін, щоб його не змогли використати грецькі повстанці.
На сьогодні замок перебуває під охороною за 6-м ефоратом візантійських старожитностей. Його можна відвідувати й до нього легко дістатись автомобілем з містечка Кілліні, що неподалік.

## Розташування та архітектура

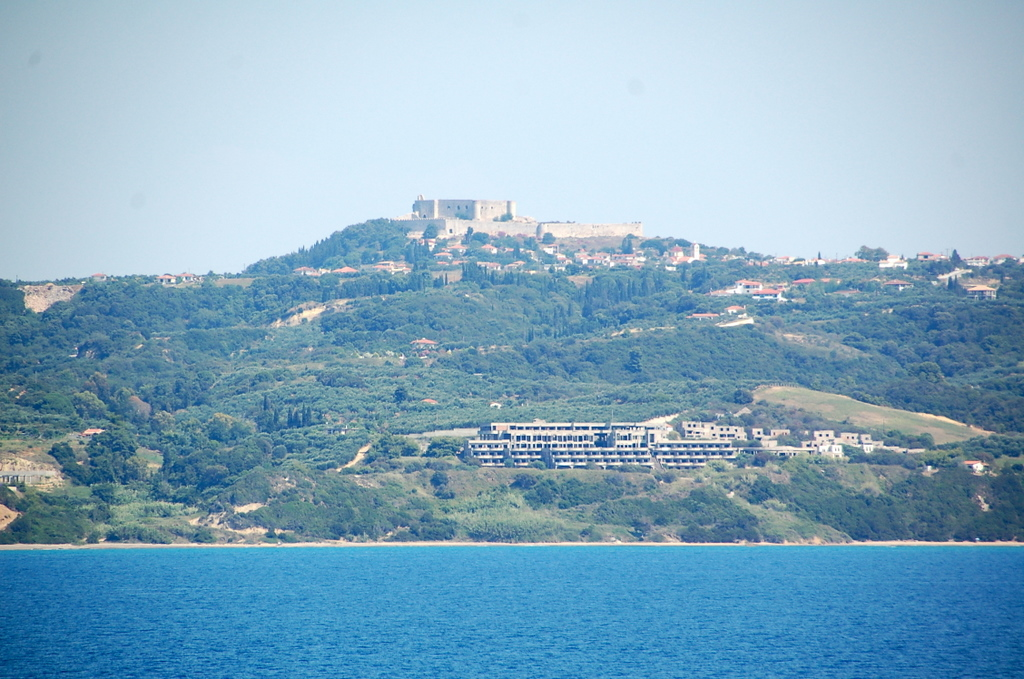
Хлемуці зі сторони Іонічного моря.

За А. Боном Хлемуці залишається «найкрасивішим свідченням військового мистецтва франкського князівства». Його місце розташування, на невеликому плоскогір'ї 226 м над рівнем моря поблизу сучасного села Кастро-Кілліні, дає йому владного вигляду в довколишній місцевості, що охоплює прибережну рівнину Еліди та сягає Іонічних островів Закінф та Кефалонія, а також навіть узбережжя Етолії й Акарнанії материкової Греції. Вид з цього місця та масштаб і якість його конструкції підтверджують, згідно з А. Боном, що Хлемуці було збудовано не як цитадель для Гларендза, а для відігравання повноцінної й незалежної військової ролі по забезпеченню контролю над ширшим регіоно.
Замок розташовано на вершині плоскогір'я неправильної форми, південні, східні та північні схили якого є крутими, а західний схил, в сторону сучасного села Кастро, є помірнішим, що забезпечує найпростіший доступ. Серце фортеці складається з великого шестикутного донжону, доповненого в західному напрямку, де місцевість є доступнішою, додатковою зовнішньою стіною, також неправильної багатокутної форми, що оточує другий, ширший двір (форбург).

### Форбург

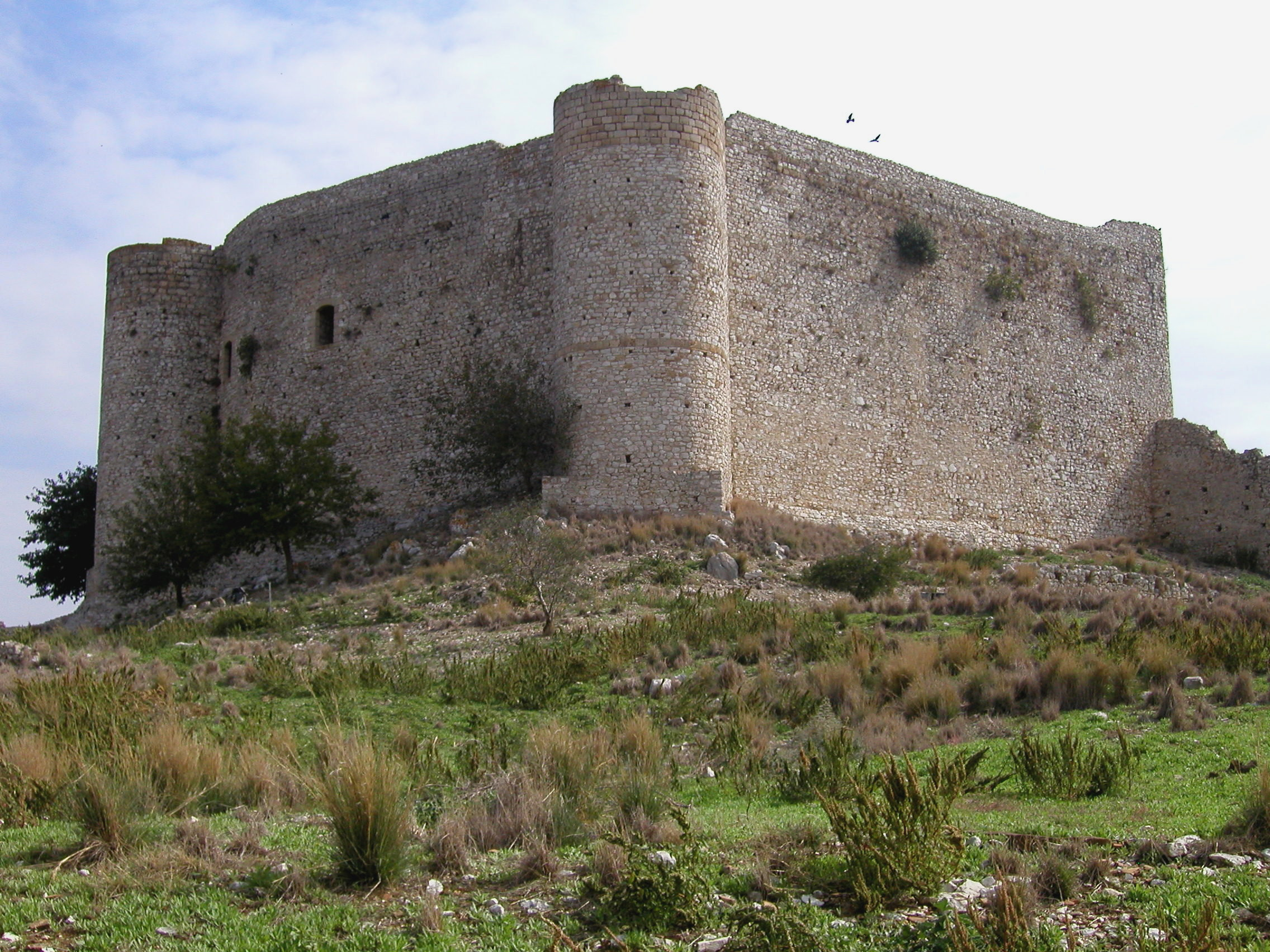
Донжон з півдня форбурга

Зовнішні ворота фортеці розташовано в північно-західній частині форбурга, оригінально всередині невеликої виїмки в зовнішній куртині, захищаються герсою. Виїмку згодом турки заповнили меншим набором стін, щоб зберегти фасад зовнішньої стіни. Османи також додали додаткові контрфорси до сполучень їх стін з оригінальною куртиною, але простір між оригінальним воротами та новим османським входом було залишено без даху просто неба. Від воріт зовнішня стіна простягається на схід, а потім південь, потім, трьома окремими ділянками, до донжону. Стіну збудовано з вапняку, з невеликими проявами цегли чи плитки, нагорі має невеликий внутрішній парапет та збудовані османами мерлони, зараз здебільшого зруйновані. Від самого початку будівлі будувались прилеглими до зовнішньої стіни, про що свідчать залишки їх фундаментів, бокові стіни, що прилягають до зовнішньої сторони куртини та наявність камінів та ланцетних вікон. Одна з цих будівель, одразу біля зовнішніх воріт, здебільшого збереглась. Вікна, каміни й т.п. показують однорідність стилю, що вказує на їх будівництво в той же час, коли споруджувався сам замок. У точці, у якій зовнішня стіна сполучається з донжоном, розташована невелика потерна, а також східці, що ведуть нагору до варлангу зовнішньої стіни.

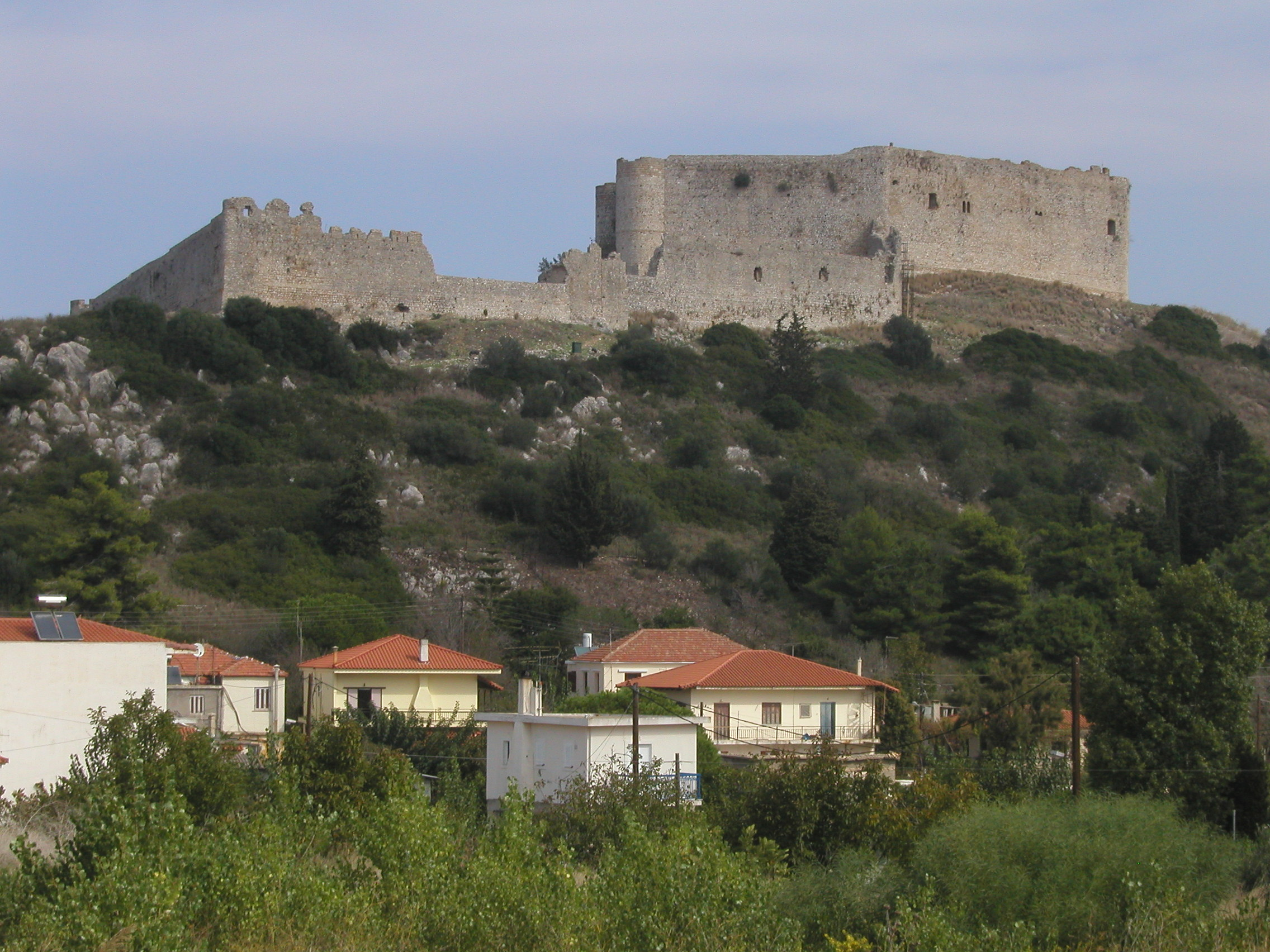
Вид на Хлемуці з півдня, що показує частину стіни, зруйновані Ібрагім-пашею 1825 року

По іншу сторону від воріт куртина простягається двома ділянками на південний захід та південь з вежею, скоріше за все доданою османами, на їх сполученні, перед крутим поворотом на схід. За південно-західним кутом турками було збудовано бастіон з артилерійським майданчиком. Вздовж західної стіни також є свідчення про спорудження прилеглих до куртини будівель. На південній стіні є свідчення більш пізнього, ймовірно турецького, ремонту, де поламана плитка чергується з камінням. Саме на цій ділянці гармати Ібрагім-паші створили прогалину в стіні 1825 року. Приблизно напівшляху від південно-західного кута до донжону, стіна різко повертає всередину на близько 5 м навколо збудованої османами вежі, перед продовженням на схід, а потім північний схід до сполучення з донжоном. Ще одна потерна розташована за приблизно 10 м від з'єднання двох стін.

### Донжон
Донжон має форму неправильного шестикутника, близько 90 м зі сходу на захід, близько 60 м з півдня на північ, його шість стін оточують внутрішній дворик розмірами 61×31 м. У його стінах містяться серії двоповерхових залів, що формують кільце кімнат навколо центрального внутрішнього дворику. Нижній поверх, відділений від верхнього дерев'яною підлогою — що здебільшого впала, і лише ніші для підтримки балок свідчать про її колишнє існування — має арки, що відкриті в сторону внутрішнього дворику. Верхній поверх має галереї з яйцеподібними циліндричними склепіннями «з бездоганним облицюванням пороським каменем» (Ендрюс), що підтримуються боковими стінами з блоків вапняку, з регулярно кожні 7-10 м розташованими поперечними арками. Вони всі обвалились, окрім пілястр, вбудованих в стіни, на верхівках яких розміщено імпости з фасками у візантійському стилі.

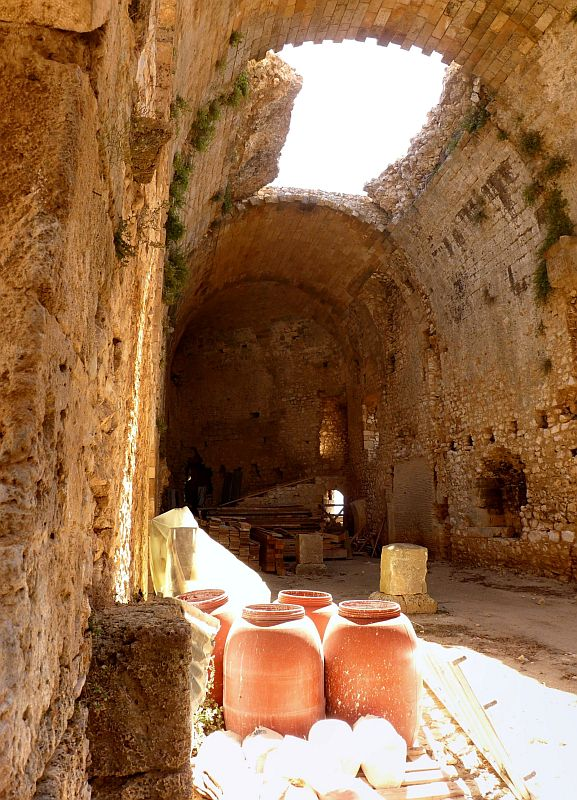
Одна зі склепінчастих галерей в донжоні

Галереї представляють переважно однорідний стиль — типовий для французької архітектури XII століття — вікна з подвійними арками вбудовані в склепінчасті заглиблення в стінах з банкетами по кожній зі сторін. У галереях також є ніші та каміни подібні до тих, що є в зовнішній куртині та пов'язаних будівлях, що ще більше підсилює «стилістичну однорідність» (Ендрюс) замку. Хлемуці гарно личив бути резиденцією князя: його зали, розташовані навколо внутрішнього дворику, були просторими, комфортними, гарно освітленими, прохолодними влітку та забезпеченими кількома камінами на зимові місяці.
Вхід до донжону розташовувався в ризаліті з північного боку, зі склепінчастим проходом між двома ворітьми, що вели з зовнішнього двору до внутрішніх кімнат донжону. Сам донжон має лише дві круглі вежі по 5 м у діаметрі з квадратними основами, обидві з яких розташовані з західного боку, у межах форбургу. Південіша з двох веж зараз майже повністю зруйнована, скоріш за все в результаті пошкоджень нанесених Ібрагім-пашею. Більш відкриті східна та південна сторони не мають веж. На думку історика Кевіна Ендрюс, це, скоріше за все, пояснюється тим, що адекватний захист з цих сторін передбачався завдяки крутизні поверхні.
Дах донжону виглядає як такий, що оригінально було збудовано пологим або в формі щипця, з валгангом та парапетом з зовнішньої сторони, але пізніше його було перебудовано, зовнішню стіну було піднято, а дах замінено теперішнім — терасою в вигляді платформи. Доступ до даху забезпечується східцями, що ведуть з внутрішнього дворику, одразу поблизу головного входу до донжону, а також спіральними східцями, зараз обваленими, у західному кутку. Внутрішній парапет нового даху дожив до наших днів, але від зовнішнього парапету залишились лише невеликі останки, окрім декількох мерлонів османської доби. Схоже, що жодних передбачень на встановлення гармат на даху не робилось.

### Архітектура та важливість
Судячи з відносної однорідності конструкції, замок Хлемуці схоже було збудовано за кілька років, близько 1220-23 років. Більшість архітектурних елементів наявних у замку є типовими для французької архітектури XII столітті. Як пише К. Ендрюс, «З відсутністю готичних рис він видається більш переходом від романізму». Також є явними кілька візантійських елементів, як то блоки-імпости або використання місцевих матеріалів.
Хлемуці залишається «одним з найважливіших та найзбереженіших замків Греції» (А. Раллі), та підтримує свій франкський характер недоторканим. Після франкського періоду та спаду його військової важливості, окупанти робили дуже мало доповнень чи змін. Османське правління не лишило слідів, і лише османи зробили незначний ремонт та модифікації для артилерії.